# Alessandro Miressi
Alessandro Miressi (Torino, 2 ottobre 1998) è un nuotatore italiano, vincitore di un argento e due bronzi olimpici.

## Biografia
È figlio di Piera Panico, giocatrice di softball di caratura internazionale, e Elio Miressi, giocatore di baseball, nella Juve 98 Baseball Club negli anni ottanta e novanta. Le cugine Maria Cristina e Maria Clara Giai Pron hanno partecipato a diverse edizioni dei Giochi olimpici estivi tra Barcellona 1992 e Londra 2012 nella canoa slalom.
Da giovane ha praticato il calcio, nel ruolo di difensore. La madre lo ha spinto a praticare il nuoto con la sorella, prima alla piscina Sebastopoli e poi al Palanuoto. Ha studiato all'ITIS Pininfarina di Moncalieri, diplomandosi nel 2017 per poi studiare scienze motorie a Torino.

### Dagli esordi al 2017
La sua prima squadra di club è stato il Centro Nuoto Torino, allenato dal tecnico Giuseppe Dichiara.
La sua carriera internazionale è iniziata nel 2014 con la convocazione con la nazionale giovanile per la Coppa Comen a Netanya, in Israele. In questo frangente partecipa alla gara individuale dei 400 stile libero, in seguito agli ottimi piazzamenti ottenuti in inverno ai campionati italiani giovanili di Riccione nella medesima gara. Nella stagione successiva il suo tecnico Antonio Satta ha improntato la sua preparazione su distanze più brevi, valorizzando la sua crescita fisica. Questo gli ha permesso di raggiungere la convocazione con la nazionale per i Giochi europei di Baku 2015, dove ha colto la prima medaglia a livello internazionale nei 100 metri stile libero, classificandosi secondo dietro il britannico Duncan Scott: ottiene questo risultato in seguito a una vasca di ritorno molto veloce, caratteristica che ritornerà negli anni a venire. Ha gareggiato anche nella staffetta 4x100 metri stile libero, vincitrice dell'argento, e nella staffetta 4x100 metri misti, classificatasi quarta. Nei 200 metri stile libero si è piazzato al 41º posto.
Grazie ai risultati conseguiti a Baku, è stato convocato ai mondiali giovanili, svoltisi nell’estate 2015 a Singapore. Nonostante fosse un anno più piccolo della maggior parte degli avversari, è riuscito ad ottenere il quinto posto nella gara individuale dei 100 stile libero, primo fra gli europei, e il bronzo nella staffetta veloce, con il resto del quartetto composto da Alessandro Bori, Giovanni Izzo e Ivano Vendrame.
Il 30 maggio 2016 è stato arruolato come agente di Polizia di Stato ed è entrato a far parte del Gruppo Sportivo Fiamme Oro. Nel corso del 2016 ha confermato l'elevato livello raggiunto nel mondo del nuoto giovanile, vincendo i 100 stile libero individuali agli europei giovanili di Hódmezővásárhely, in Ungheria, e contribuendo alle medaglie d’oro delle staffette 4x100 mista e 4x100 mista mista, oltre che all’argento della staffetta veloce maschile e il bronzo della veloce mista.
Nel 2017 ai Campionati italiani assoluti di Riccione ha ottenuto la qualificazione ai mondiali di nuoto di Budapest, dove è riuscito a qualificarsi per la finale della staffetta 4x100 stile libero, assieme a Filippo Magnini, Luca Dotto e Ivano Vendrame, finale nella quale verranno però squalificati per cambio anticipato. Ha preso parte anche alle staffette 4x100 mista e 4x100 stile libero mista. Durante l'estate del 2017 ha partecipato anche alla XXIX Universiade di Taipei, dove è riuscito a conquistare la medaglia d’argento nella staffetta 4x100 stile libero, e si è piazzato all'undicesimo posto nei 100 metri stile libero. Sempre nello stesso anno ha fatto parte della spedizione azzurra agli europei in vasca corta di Copenaghen, in cui ha vinto l'argento nella staffetta 4x50 metri stile libero, scendendo in acqua con Luca Dotto, Lorenzo Zazzeri e Marco Orsi.

### 2018-2020
Nel giugno 2018 ha preso parte ai Giochi del Mediterraneo di Tarragona, vincendo la medaglia d'argento nei 100 stile libero al Centro Acuático de Campclar, alle spalle dell'algerino Oussama Sahnoune. Grazie ai risultati ottenuti, la stampa ha iniziato a definirlo l'erede di Filippo Magnini, due volte campione mondiale nei 100 metri stile libero e ritiratosi dall'attività agonistica solo pochi mesi prima, nel dicembre 2017.
Agli europei di Glasgow, ha gareggiato nella staffetta maschile 4x100 metri, insieme a Luca Dotto, Ivano Vendrame e Lorenzo Zazzeri, conquistando la medaglia d'argento. Il 5 agosto seguente si è laureato campione europeo nei 100 m stile libero, con il tempo di 48"01. È stato il quinto italiano della storia a vincere il titolo in questa disciplina.
Il 13 agosto 2018 durante i campionati Italiani di categoria è riuscito ad abbattere il muro dei 48 secondi nei 100 metri stile libero, stabilendo con il tempo di 47"92 il nuovo primato nazionale assoluto. Il precedente primato era di 47"96 ed apparteneva a Luca Dotto dai Campionati italiani primaverili del 2016. L'11 dicembre 2018, ai mondiali in vasca corta di Hangzhou 2018 ha ottenuto il suo primo podio iridato con la staffetta 4x50 stile libero insieme a Santo Condorelli, Andrea Vergani e Lorenzo Zazzeri, conclusa al terzo posto con il nuovo record italiano (1'22"90).
L'anno successivo, agli europei in vasca corta di Glasgow è riuscito a vincere l'argento nei 100 metri stile libero, concludendo alle spalle del russo Vladimir Morozov e fissando il nuovo record nazionale sulla distanza in 45"90. Nella staffetta 4x50 metri stile libero ha vinto il bronzo con Federico Bocchia, Marco Orsi, Giovanni Izzo, Leonardo Deplano e Thomas Ceccon.

### 2021-
Il 18 maggio 2021 agli europei di Budapest ha stabilito il nuovo record italiano nelle semifinali dei 100 stile libero (47"53). In finale ha conquistato l'argento, dietro il russo Kliment Kolesnikov, e migliorando ulteriormente il record italiano (47"45).
Ha rappresentato l'Italia ai Giochi olimpici estivi di Tokyo 2020, piazzandosi sesto nei 100 metri stile libero. Ha vinto l'argento nella staffetta 4x100 m stile libero e il bronzo nella 4x100 metri misti.
Agli europei in vasca corta di Kazan' ha conquistato la medaglia d'argento nei 100 metri stile libero, nella 4x50 metri stile libero e nella 4x50 metri stile libero mista, mentre ai mondiali in vasca corta 2021 di Abu Dhabi dello stesso anno ha vinto la medaglia d'oro nei 100 stile libero, nella 4x100 misti e nella 4x50 metri stile libero, oltre alla medaglia d'argento nella 4x100 metri stile libero.
Ai mondiali di nuoto 2022 di Budapest 2022 ha vinto la medaglia d'oro nella 4x100 metri mista, eguagliando il record europeo, e la medaglia di bronzo nella 4x100 m sl, mentre conclude gli europei casalinghi di Roma con due ori in staffetta ed un bronzo nei 100 metri stile libero. Ai mondiali in corta di Melbourne ha invece vinto la medaglia d'oro nella 4x100 m sl, stabilendo insieme ai compagni di squadra Paolo Conte Bonin, Leonardo Deplano e Thomas Ceccon il nuovo primato mondiale della disciplina grazie al tempo di 3'02"75, migliorando il precedente record di Caeleb Dressel, Blake Pieroni e Michael Chadwick e Ryan Held del 2018.
Nel 2023 partecipa ai mondiali di Fukuoka, durante i quali vince una medaglia d'argento nella 4x100 metri stile libero, e agli europei in corta di Otopeni da cui torna con un bottino di tre argenti, uno nei 100 metri stile libero e due in staffetta.
Inizia il 2024 prendendo parte ai mondiali di Doha, chiusi con due argenti (nei 100 m stile libero e nella staffetta 4x100 m stile libero) ed un bronzo nella staffetta 4x100 m misti. Alle Olimpiadi di Parigi, invece, sale sul terzo gradino del podio nella staffetta 4x100 metri stile libero. Ai mondiali in corta di Budapest del dicembre successivo ottiene la medaglia d'argento nella 4x100 metri stile libero, il bronzo nella 4x100 metri misti e l'oro nella staffetta 4x50 metri stile libero mista.

## Record nazionali

### Vasca lunga
- 100 metri stile libero: 47"45 ( Budapest, 19 maggio 2021)
- Staffetta 4x100 metri stile libero 3'10"11 ( Tokyo, 26 luglio 2021) (Alessandro Miressi (47"72), Thomas Ceccon (47"45), Lorenzo Zazzeri (47"31), Manuel Frigo (47"63))
- Staffetta 4x100 metri stile libero mista 3'22"64 ( Budapest, 22 maggio 2021) (Alessandro Miressi (47"63), Thomas Ceccon (47"59), Federica Pellegrini (53"58), Silvia Di Pietro (53"84))
- Staffetta 4x100 metri mista 3'27"51 = ( Budapest, 25 giugno 2022) (Thomas Ceccon (51"93), Nicolò Martinenghi (57"47), Federico Burdisso (50"63), Alessandro Miressi (47"48))

### Vasca corta
- 100 metri stile libero: 45"51 ( Otopeni, 10 dicembre 2023)
- Staffetta 4×50 metri stile libero: 1'22"90 ( Hangzhou, 14 dicembre 2018) (Santo Condorelli (21"27), Andrea Vergani (20"44), Lorenzo Zazzeri (20"57), Alessandro Miressi (20"62))
- Staffetta 4×100 metri stile libero: 3'02"75  ( Melbourne, 13 dicembre 2022) (Alessandro Miressi (46.15), Paolo Conte Bonin (45.93), Leonardo Deplano (45.54), Thomas Ceccon (45.13))
- Staffetta 4x100 metri mista 3'19"06  ( Melbourne, 18 dicembre 2022) (Lorenzo Mora (49"48), Nicolò Martinenghi (55"52), Matteo Rivolta (48"50), Alessandro Miressi (45"56))

## Palmarès

### Competizioni internazionali
| Anno | Manifestazione          | Sede             | Evento              | Risultato         | Prestazione | Note   |
| ---- | ----------------------- | ---------------- | ------------------- | ----------------- | ----------- | ------ |
| 2015 | Giochi europei          | Baku             | 100m sl             | Argento           | 50"03       |        |
| 2015 | Giochi europei          | Baku             | 200m sl             | 41º in batteria   | 1'55"51     |        |
| 2015 | Giochi europei          | Baku             | 4x100m sl           | Argento           | 3'20"19     | [ 22 ] |
| 2015 | Giochi europei          | Baku             | 4x200m sl           | 5º                | 7'25"34     | [ 23 ] |
| 2015 | Giochi europei          | Baku             | 4x100m misti        | 4º                | 3'40"96     | [ 24 ] |
| 2015 | Mondiali giovanili      | Singapore        | 100m sl             | 5º                | 49"61       |        |
| 2015 | Mondiali giovanili      | Singapore        | 200m sl             | 20º in batteria   | 1'51"87     |        |
| 2015 | Mondiali giovanili      | Singapore        | 4x100m stile libero | Bronzo            | 3'18"58     | [ 22 ] |
| 2015 | Mondiali giovanili      | Singapore        | 4x200m stile libero | 10º in batteria   | 7'27"78     | [ 25 ] |
| 2016 | Europei giovanili       | Hódmezővásárhely | 50m sl              | 15º in semifinale | 23"26       |        |
| 2016 | Europei giovanili       | Hódmezővásárhely | 100m sl             | Oro               | 49"40       |        |
| 2016 | Europei giovanili       | Hódmezővásárhely | 200m sl             | 44º in batteria   | 1'54"20     |        |
| 2016 | Europei giovanili       | Hódmezővásárhely | 4x100m sl           | Argento           | 3'19"42     | [ 26 ] |
| 2016 | Europei giovanili       | Hódmezővásárhely | 4x100m sl mista     | Bronzo            | 3'31"97     | [ 27 ] |
| 2016 | Europei giovanili       | Hódmezővásárhely | 4x200m sl           | 6º                | 7'26"40     | [ 28 ] |
| 2016 | Europei giovanili       | Hódmezővásárhely | 4x100m misti        | Oro               | 3'37"06     | [ 29 ] |
| 2016 | Europei giovanili       | Hódmezővásárhely | 4x100m misti mista  | Oro               | 3'50"75     | [ 30 ] |
| 2017 | Mondiali                | Budapest         | 4x100m sl           | Finale            | dq          | [ 31 ] |
| 2017 | Mondiali                | Budapest         | 4x100m sl mista     | 5º                | 3'24"89     | [ 32 ] |
| 2017 | Mondiali                | Budapest         | 4x100m misti        | 11º in batteria   | 3'34"11     | [ 33 ] |
| 2017 | Universiadi             | Taipei           | 100m sl             | 11º in semifinale | 49"57       |        |
| 2017 | Universiadi             | Taipei           | 4x100m sl           | Argento           | 3'15"24     | [ 34 ] |
| 2017 | Universiadi             | Taipei           | 4x100m misti        | 6º                | 3'37"13     | [ 35 ] |
| 2017 | Europei in vasca corta  | Copenaghen       | 100m sl             | 10º in batteria   | 47"35       | [ 36 ] |
| 2017 | Europei in vasca corta  | Copenaghen       | 200m sl             | 9º in batteria    | 1'44"92     |        |
| 2017 | Europei in vasca corta  | Copenaghen       | 4x50m sl            | Argento           | 1'23"67     | [ 37 ] |
| 2017 | Europei in vasca corta  | Copenaghen       | 4x50m misti         | Argento           | 1'31"91     | [ 35 ] |
| 2018 | Giochi del Mediterraneo | Tarragona        | 100m sl             | Argento           | 48"56       |        |
| 2018 | Giochi del Mediterraneo | Tarragona        | 4x100m sl           | Finale            | dq          | [ 38 ] |
| 2018 | Giochi del Mediterraneo | Tarragona        | 4x100m misti        | Finale            | dq          | [ 39 ] |
| 2018 | Europei                 | Glasgow          | 50m sl              | 12º in batteria   | 22"34       | [ 40 ] |
| 2018 | Europei                 | Glasgow          | 100m sl             | Oro               | 48"01       |        |
| 2018 | Europei                 | Glasgow          | 4x100m sl           | Argento           | 3'12"90     | [ 41 ] |
| 2018 | Europei                 | Glasgow          | 4x100m sl mista     | 4º                | 3'24"94     | [ 42 ] |
| 2018 | Europei                 | Glasgow          | 4x100m misti mista  | Bronzo            | 3'44"85     | [ 43 ] |
| 2018 | Mondiali in vasca corta | Hangzhou         | 100m sl             | 10º in semifinale | 46"84       |        |
| 2018 | Mondiali in vasca corta | Hangzhou         | 4x50m sl            | Bronzo            | 1'22"90     | [ 44 ] |
| 2018 | Mondiali in vasca corta | Hangzhou         | 4x100m sl           | 4º                | 3'05"20     | [ 45 ] |
| 2018 | Mondiali in vasca corta | Hangzhou         | 4x50m misti         | 9º in batteria    | 3'26"11     | [ 46 ] |
| 2019 | Mondiali                | Gwangju          | 100m sl             | 9º in semifinale  | 48"36       |        |
| 2019 | Mondiali                | Gwangju          | 4x100m sl           | 4º                | 3'11"39     | [ 47 ] |
| 2019 | Mondiali                | Gwangju          | 4x100m sl mista     | 8º                | 3'25"58     | [ 48 ] |
| 2019 | Europei in vasca corta  | Glasgow          | 50m sl              | 6º                | 21"29       |        |
| 2019 | Europei in vasca corta  | Glasgow          | 100m sl             | Argento           | 45"90       |        |
| 2019 | Europei in vasca corta  | Glasgow          | 4x50m sl            | Bronzo            | 1'24"50     | [ 49 ] |
| 2019 | Europei in vasca corta  | Glasgow          | 4x50m sl mista      | 5º                | 1'30"37     | [ 50 ] |
| 2019 | Europei in vasca corta  | Glasgow          | 4x50m misti         | 4º                | 1'32"51     | [ 39 ] |
| 2021 | Europei                 | Budapest         | 50m sl              | 8º                | 22"19       |        |
| 2021 | Europei                 | Budapest         | 100m sl             | Argento           | 47"45       |        |
| 2021 | Europei                 | Budapest         | 4x100m sl           | Bronzo            | 3'11"87     | [ 51 ] |
| 2021 | Europei                 | Budapest         | 4x100 sl mista      | Bronzo            | 3'22"64     | [ 52 ] |
| 2021 | Europei                 | Budapest         | 4x100 misti         | Bronzo            | 3'29"93     | [ 53 ] |
| 2021 | Europei                 | Budapest         | 4x100 misti mista   | Bronzo            | 3'42"30     | [ 54 ] |
| 2021 | Giochi olimpici         | Tokyo            | 100m sl             | 6º                | 47"86       |        |
| 2021 | Giochi olimpici         | Tokyo            | 4x100m sl           | Argento           | 3'10"11     | [ 51 ] |
| 2021 | Giochi olimpici         | Tokyo            | 4x100m misti        | Bronzo            | 3'29"17     | [ 53 ] |
| 2021 | Europei in vasca corta  | Kazan'           | 50m sl              | 14º in batteria   | 21"41       | [ 40 ] |
| 2021 | Europei in vasca corta  | Kazan'           | 100m sl             | Argento           | 45"84       |        |
| 2021 | Europei in vasca corta  | Kazan'           | 4x50m sl            | Argento           | 1'22"92     | [ 55 ] |
| 2021 | Europei in vasca corta  | Kazan'           | 4x50 sl mista       | Argento           | 1'29"40     | [ 56 ] |
| 2021 | Mondiali in vasca corta | Abu Dhabi        | 100m sl             | Oro               | 45"57       |        |
| 2021 | Mondiali in vasca corta | Abu Dhabi        | 4x50m sl            | Oro               | 1'23"61     | [ 57 ] |
| 2021 | Mondiali in vasca corta | Abu Dhabi        | 4x100 sl            | Argento           | 3'03"61     | [ 58 ] |
| 2021 | Mondiali in vasca corta | Abu Dhabi        | 4x100m misti        | Oro               | 3'19"76     | [ 59 ] |
| 2021 | Mondiali in vasca corta | Abu Dhabi        | 4x100m misti        | 5º                | 1'30"02     | [ 56 ] |
| 2022 | Mondiali                | Budapest         | 100m sl             | 8º                | 48"31       |        |
| 2022 | Mondiali                | Budapest         | 4x100m sl           | Bronzo            | 3'10"95     | [ 51 ] |
| 2022 | Mondiali                | Budapest         | 4x100m sl mista     | 7º                | 3'25"83     | [ 60 ] |
| 2022 | Mondiali                | Budapest         | 4x100m misti        | Oro               | 3'27"51     | =      |
| 2022 | Europei                 | Roma             | 50m sl              | 18º in batteria   | 22"26       |        |
| 2022 | Europei                 | Roma             | 100m sl             | Bronzo            | 47"63       |        |
| 2022 | Europei                 | Roma             | 4x100m sl           | Oro               | 3'10"50     | [ 51 ] |
| 2022 | Europei                 | Roma             | 4x100m sl mista     | 4º                | 3'23"62     | [ 60 ] |
| 2022 | Europei                 | Roma             | 4x100m misti        | Oro               | 3'28"46     | [ 61 ] |
| 2022 | Mondiali in vasca corta | Melbourne        | 50m sl              | 13º in semifinale | 21"13       |        |
| 2022 | Mondiali in vasca corta | Melbourne        | 100m sl             | Bronzo            | 45"57       | =      |
| 2022 | Mondiali in vasca corta | Melbourne        | 4x50m sl            | Argento           | 1'23"48     | [ 62 ] |
| 2022 | Mondiali in vasca corta | Melbourne        | 4x100 sl            | Oro               | 3'02"75     | [ 63 ] |
| 2022 | Mondiali in vasca corta | Melbourne        | 4x50m misti         | Oro               | 1'29"72     | [ 35 ] |
| 2022 | Mondiali in vasca corta | Melbourne        | 4x100m misti        | Bronzo            | 3'19"06     | [ 59 ] |
| 2023 | Mondiali                | Fukuoka          | 100m sl             | 13º in semifinale | 48"21       |        |
| 2023 | Mondiali                | Fukuoka          | 4x100m sl           | Argento           | 3'10"49     | [ 51 ] |
| 2023 | Mondiali                | Fukuoka          | 4x100m sl mista     | 5º                | 3'24"53     | [ 64 ] |
| 2023 | Europei in vasca corta  | Otopeni          | 50m sl              | 4º                | 20"90       |        |
| 2023 | Europei in vasca corta  | Otopeni          | 100m sl             | Argento           | 45"51       |        |
| 2023 | Europei in vasca corta  | Otopeni          | 4x50m sl            | Argento           | 1'23"14     | [ 58 ] |
| 2023 | Europei in vasca corta  | Otopeni          | 4x50m sl mista      | Argento           | 1'28"28     | [ 65 ] |
| 2024 | Mondiali                | Doha             | 100m sl             | Argento           | 47"72       |        |
| 2024 | Mondiali                | Doha             | 4x100m sl           | Argento           | 3'12"08     | [ 66 ] |
| 2024 | Mondiali                | Doha             | 4x100m sl mista     | 5º                | 3'24"40     | [ 67 ] |
| 2024 | Mondiali                | Doha             | 4x100m misti        | Bronzo            | 3'31"59     | [ 68 ] |
| 2024 | Giochi olimpici         | Parigi           | 4x100m sl           | Bronzo            | 3'10"70     | [ 69 ] |
| 2024 | Mondiali in vasca corta | Budapest         | 4x100m sl           | Argento           | 3'03"65     | [ 57 ] |
| 2024 | Mondiali in vasca corta | Budapest         | 4x100m misti        | Bronzo            | 3'19"91     | [ 70 ] |
| 2024 | Mondiali in vasca corta | Budapest         | 4x50m sl mista      | Oro               | 1'28"50     | [ 71 ] |

### Campionati italiani
16 titoli individuali e 10 staffette, così divisi:
- 1 nei 50 m stile libero
- 14 nei 100 m stile libero
- 1 nei 200 m stile libero
- 1 nei 4x50 m stile libero
- 6 nei 4x100 m stile libero
- 4 nei 4x100 m misti

| Anno | Edizione    | stile libero 50 m | stile libero 100 m | stile libero 200 m | farfalla 50 m | stile libero 4×50 m | stile libero 4×100 m | stile libero 4×200 m | misti 4×100 m |
| ---- | ----------- | ----------------- | ------------------ | ------------------ | ------------- | ------------------- | -------------------- | -------------------- | ------------- |
| 2016 | Invernali   | -                 | 2                  | -                  | -             | -                   | 1                    | -                    | 1             |
| 2017 | Primaverili | -                 | 3                  | -                  | -             | -                   | 1                    | 3                    | 2             |
| 2017 | Invernali   | -                 | 3                  | -                  | -             | 1                   | -                    | -                    | -             |
| 2018 | Primaverili | -                 | 1                  | -                  | -             | -                   | 2                    | -                    | 1             |
| 2018 | Invernali   | -                 | 2                  | -                  | -             | 2                   | -                    | -                    | -             |
| 2019 | Primaverili | -                 | 1                  | -                  | -             | -                   | 2                    | 3                    | -             |
| 2019 | Invernali   | 3                 | 1                  | -                  | -             | -                   | -                    | -                    | -             |
| 2020 | Estivi      | 1                 | 1                  | -                  | -             | -                   | -                    | -                    | -             |
| 2020 | Invernali   | 3                 | 1                  | -                  | -             | -                   | -                    | -                    | -             |
| 2021 | Primaverili | -                 | 1                  | -                  | -             | -                   | -                    | -                    | -             |
| 2021 | Invernali   | -                 | 1                  | 1                  | 2             | -                   | -                    | -                    | -             |
| 2022 | Primaverili | -                 | 1                  | -                  | -             | -                   | 1                    | -                    | -             |
| 2022 | Estivi      | 2                 | 1                  | -                  | -             | -                   | -                    | -                    | -             |
| 2022 | Invernali   | 2                 | 1                  | -                  | -             | -                   | -                    | -                    | -             |
| 2023 | Primaverili | 2                 | 1                  | -                  | -             | -                   | 1                    | -                    | 1             |
| 2023 | Invernali   | -                 | 1                  | -                  | -             | -                   | -                    | -                    | -             |
| 2024 | Primaverili | 3                 | 1                  | -                  | -             | -                   | 1                    | -                    | 1             |
| 2024 | Invernali   | 2                 | 1                  | -                  | -             | -                   | -                    | -                    | -             |
| 2025 | Primaverili | -                 | -                  | -                  | -             | -                   | 1                    | -                    | -             |

## International Swimming League
| Stagione 2019   | stagione 2020   | Stagione 2021   |
| --------------- | --------------- | --------------- |
| Aqua Centurions | Aqua Centurions | Aqua Centurions |